# Saint-Benoît-des-Ombres
Saint-Benoît-des-Ombres è un comune francese di 121 abitanti situato nel dipartimento dell'Eure nella regione della Normandia.

## Società

### Evoluzione demografica
Abitanti censiti